# Lucien Van Impe
Lucien Van Impe (født 20. oktober 1946) er en tidligere professionel belgisk cykelrytter, der var aktiv fra 1969 til 1987. Han var klart bedst som bjergrytter og vandt Den prikkede bjergtrøje i Tour de France. Van Impe vandt bjergkonkurrencen i alt 6 gange, lige som Frederico Bahamontes tidligere havde præsteret (inden trøjens indførelse). Senere har Richard Virenque overgået dette med i alt 7 vundne bjergkonkurrencer.
Van Impe deltog hele 15 gange i Tour de France og gennemførte hver gang. Det lykkedes ham at vinde løbet i 1976, ligesom han 5 gange yderligere blev placeret i Top 3.

## Karriere
I 1971 erobrede Van Impe for første gang Den prikkede bjergtrøje i Tour de France. Han gentog denne bedrift fem gange yderligere. Van Impes hold Sonolor fusionerede med Gitane som Gitane-Campagnolo in 1975. Cyrille Guimard, som ophørte som aktiv rytter tidligere på året i 1976 var holdets sportsdirektør ved Tour de France i 1976. Her udkæmpede van Impe flere drabelige dueller med Joop Zoetemelk i bjergene. Guimard har sagt, at han beordrede van Impe til at angribe på 14. etape og truede sin rytter med at han ville samle ham op i ledsagevognen, hvis han ikke angreb den førende rytter og Zoetemelk. Van Impe har benægtet denne påstand. Under alle omstændigheder kørte han fra feltet og indhentede en udbrydergruppe med bl.a. Luis Ocana. Zoetemelk måtte optage forfølgelsen alene og mistede over 3 minutter, hvilket reelt afgjorde dette års løb til Van Impes fordel. I 1977 var han favorit til at vinde klassementet, men blev tidligt i løbet påkørt af en ledsagevogn. Han måtte blandt andet derfor nøjes med tredjepladsen, men vandt dog bjergkonkurrencen. De følgende år havde han ikke større succes i klassementet, men vendte stærkt tilbage i 1981, hvor han blev nr. 2 og samtidig vandt bjergtrøjen. Hans sejr her er den til dato seneste af en belgier.
Van Impe blev i løbet af karrieren aldrig testet positiv for doping, og han er blandt de ryttere, der aldrig er blevet mistænkt for eller har indrømmet dopingmisbrug. Van Impe er 2025 den seneste belgiske vinder af Tour de France. I 2017 blev han opereret for og overlevede et hjerteanfald.